# 즈데노 하라
즈데노 하라(슬로바키아어: Zdeno Chára, 슬로바키아어 발음: [ˈzdenɔ ˈxaːra], 1977년 3월 18일~)는 슬로바키아의 전직 아이스하키 선수로 포지션은 수비수이다. 현역 시절 내셔널 하키 리그(NHL)의 보스턴 브루인스 소속으로 뛰었으며 NHL 통산 1,680경기  출전 기록을 보유하고 있다. 2010년대 선수 중 최고의 수비수로 평가받고 있으며, 키가 205cm로 NHL에서 활동한 선수 중 가장 키가 크다. 그는 슬로바키아 엑스트라리가의 두클라 트렌친에서 선수 생활을 시작했으며, 이후 NHL에 입성하기 전에 체코의 스파르타 프라하에서 뛰었다. 1997년에 NHL의 뉴욕 아일런더스에 입단하면서 북아메리카 프로 경력을 시작했고, 팀의 부주장을 맡았다. 2001년에 이적한 오타와 세너터스에서도 부주장을 맡았고, 2006년에 보스턴 브루인스로 이적했다. 입단 직후 팀의 주장을 맡았고, 2011년 스탠리 컵에서 팀의 우승에 기여했다. 이후 2020년까지 14시즌 동안 보스턴의 주장으로 활약하다가 2020년 말에 워싱턴 캐피털스로 이적했다.
슬로바키아 국가대표 선수로 활동하며, 2000년과 2012년 세계 선수권 대회에서 준우승을 했고, 올림픽에 3회(2006, 2010, 2014) 참가했다.

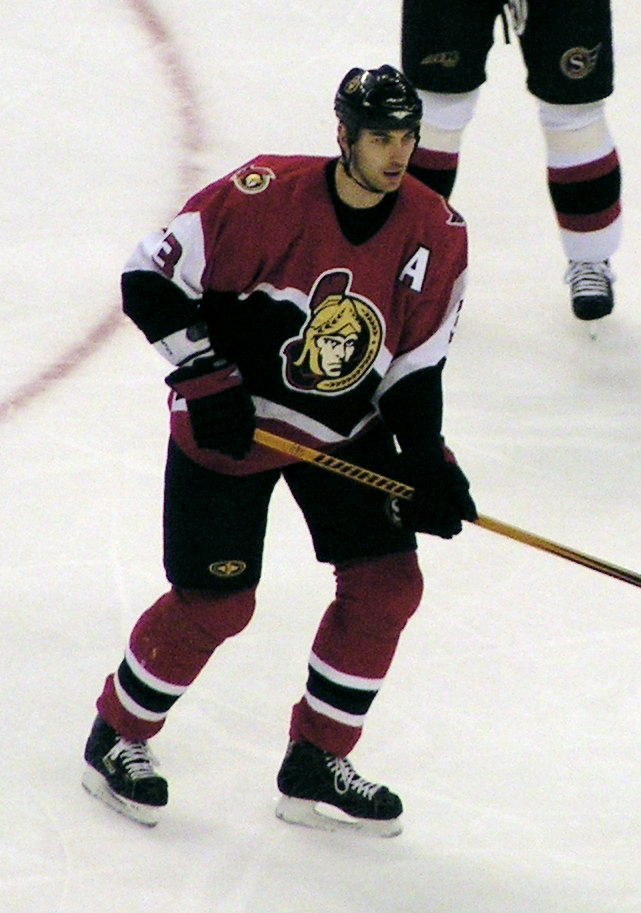
2006년 오타와 세너터스 소속 당시의 하라

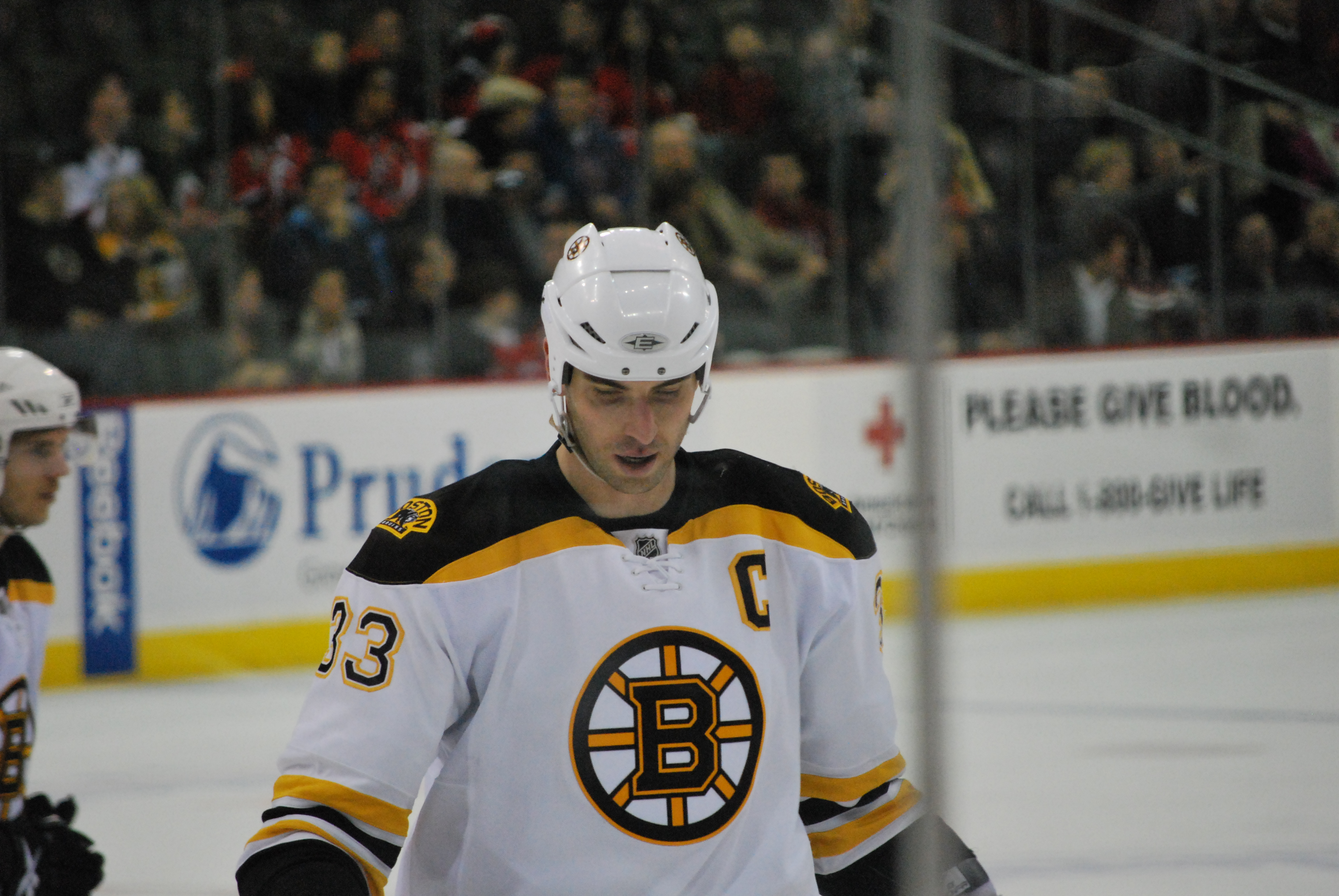
2009년 보스턴 브루인스 소속 당시의 하라

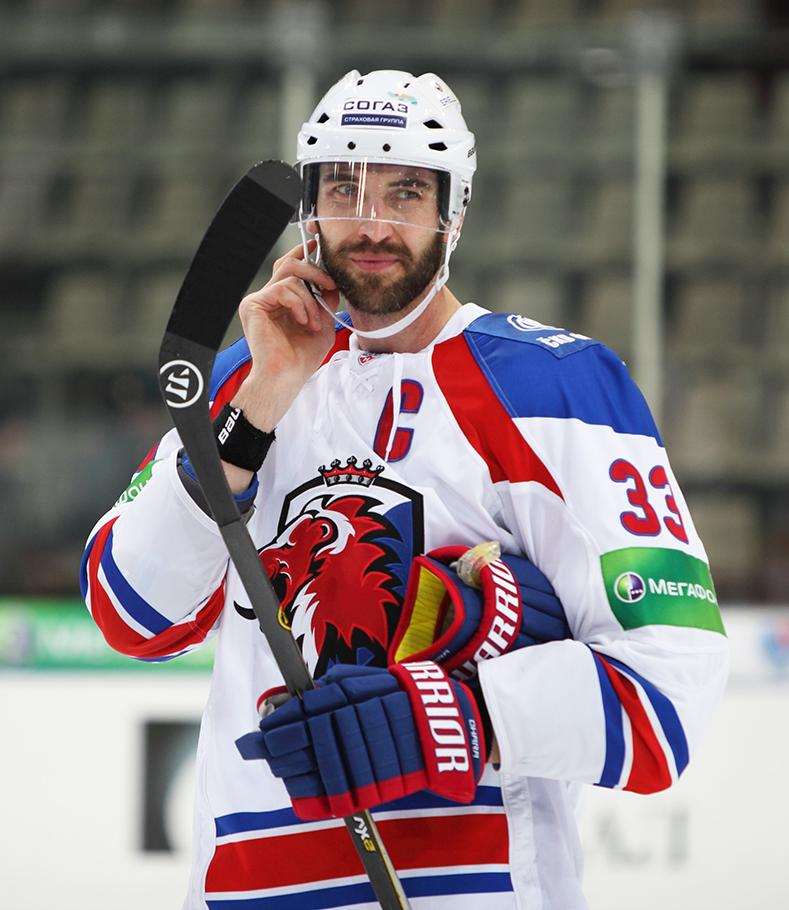
2012년 스파르타 프라하 소속 당시의 하라

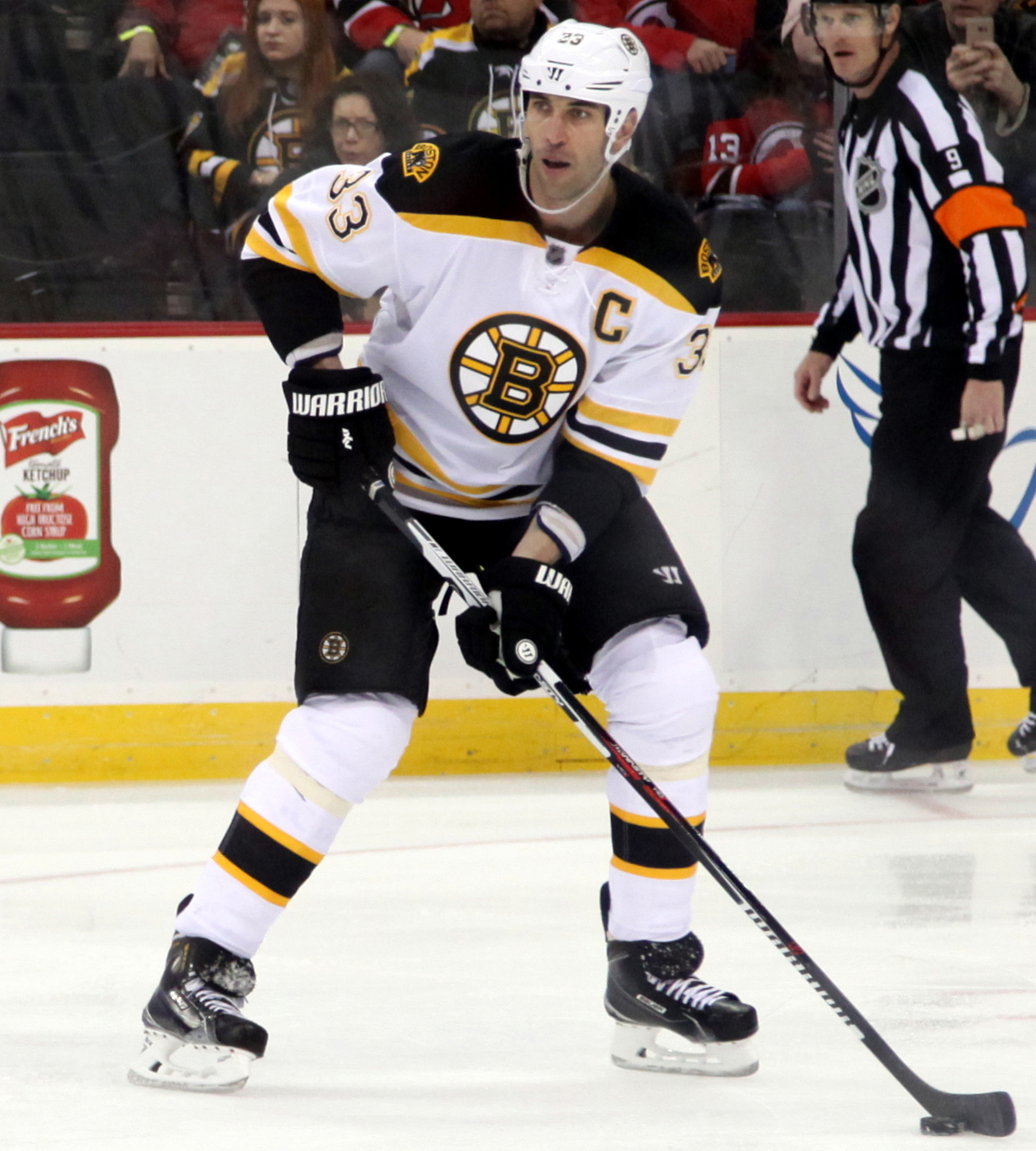
2016년 보스턴 브루인스 소속 당시의 하라

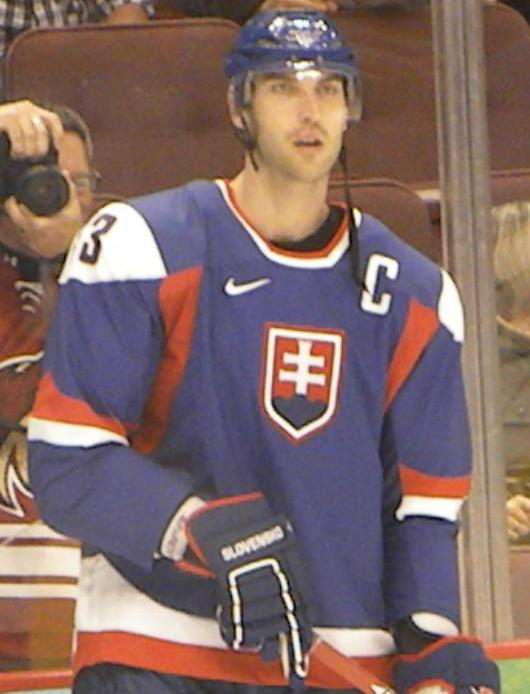
2010년 동계 올림픽 체코전 당시의 하라